# Hydroptila taurica
Hydroptila taurica is een schietmot uit de familie Hydroptilidae. De soort komt voor in het Palearctisch gebied.